# エウメネス3世
エウメネス3世（古代ギリシア語: Ευμένης Γ', Eumenes III）は、かつての名前をアリストニコスといい、アッタロス朝（ペルガモン王国）の王位僭称者である。

## 生涯
ペルガモン王国のアッタロス3世は紀元前133年に死去すると、王国を共和政ローマに遺贈した。しかしローマの主張が遅かったため、アリストニコスはアッタロス3世の父である先代の王エウメネス2世の非嫡出子であるとして王位を主張し、エウメネス3世と名乗った。
当初、彼は自由を約束することでギリシア沿岸の都市から支援を得ようとしたが、これに失敗すると彼は国内の奴隷や農奴に自由を約束して支援を得ようとした。彼がどの程度の社会革命家だったのか、また王朝の王位競争者だったのかは判っていない。彼は、ティベリウス・グラックスの支援者でストア派哲学者のガイウス・ブロッシウスとともに全てが自由のヘリオポリスと呼ばれる状態を見つけることを宣言した。
紀元前131年に執政官のプブリウス・リキニウス・クラッスス・ディウェス・ムキアヌス がローマ軍を率いて遠征したが、エウメネス3世はクラッススを討ち取った。
紀元前129年、前執政官マルクス・ペルペルナの軍にエウメネス3世は破れて捕虜となった。投降後、彼はローマ市内を引き回され、絞殺刑に処せられた。